# Куликовский, Андрей Геннадьевич
Андре́й Генна́дьевич Кулико́вский (18 марта 1933, Москва — 30 мая 2024, там же) — советский и российский математик, академик РАН (2006). Главный научный сотрудник Математического института им. В. А. Стеклова РАН, по совместительству — профессор кафедры гидромеханики МГУ.

## Биография
Среднюю школу окончил с серебряной медалью (1950).
В 1955 году окончил механико-математический факультет МГУ, однокурсниками были Н. С. Бахвалов, О. Б. Лупанов, одногруппниками — Г. А. Любимов, Ю. Л. Якимов. Ученик академика Л. И. Седова.
В 1958 году защитил кандидатскую диссертацию «О некоторых новых точных решениях уравнений магнитной гидродинамики», начал работать в МИАНе,
В 1970 году защитил докторскую диссертацию «О некоторых общих свойствах одномерных движений сплошных сред». Профессор (1976). Заведующий отделом механики МИАН с 1988 по 2003 год.
С 7 декабря 1991 года — член-корреспондент РАН (секция математики, механики, информатики). С 25 мая 2006 года — академик РАН (отделение энергетики, машиностроения, механики и процессов управления).
Подготовил 17 кандидатов и 9 докторов наук. Заслуженный профессор МГУ им. М. В. Ломоносова (2003).
Член редакционной коллегии «Журнала вычислительной математики и математической физики».

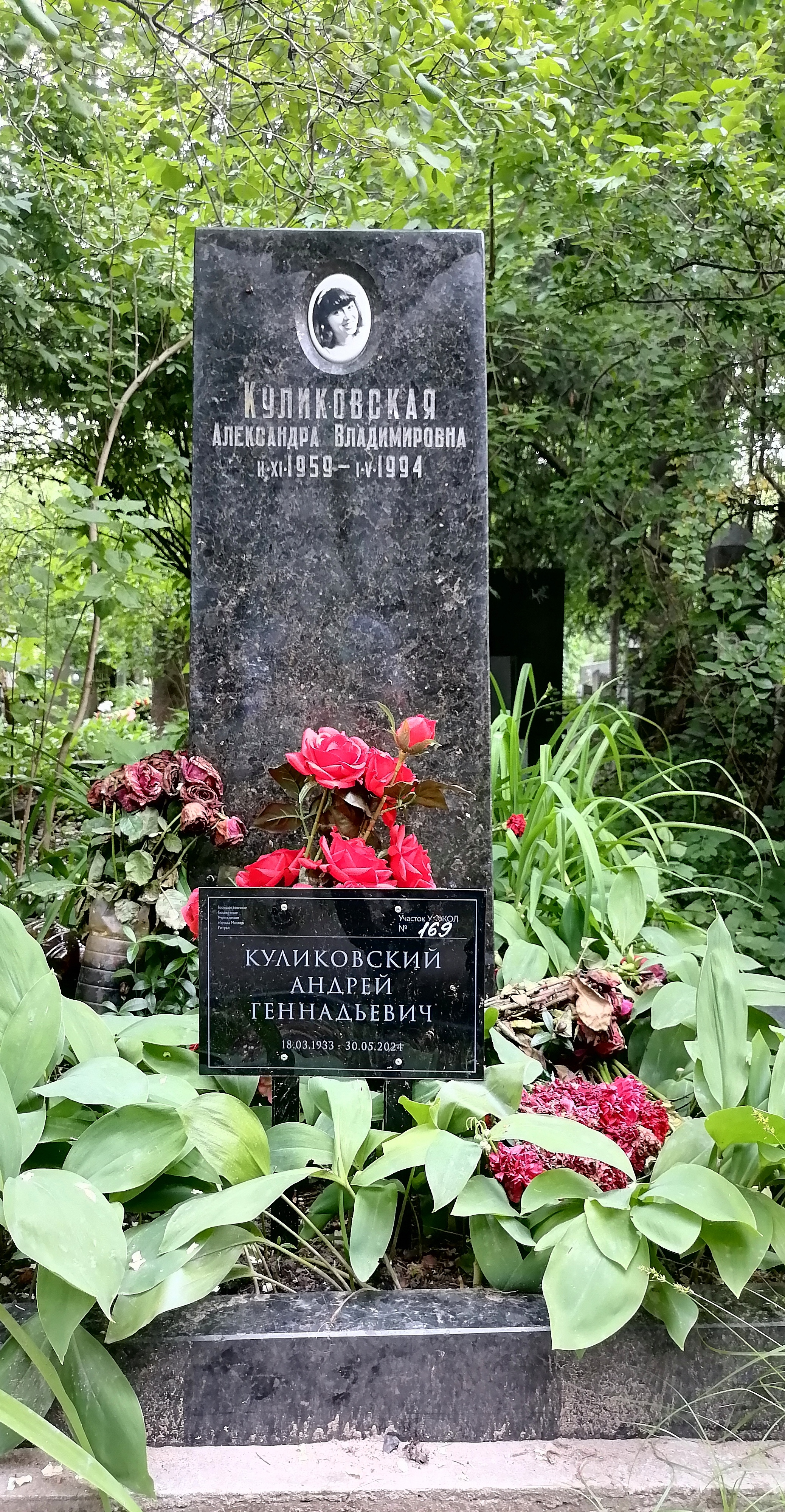
Могила на Донском кладбище

Скоропостижно скончался 30 мая 2024 года на 92-м году жизни. Похоронен на Донском кладбище рядом с родителями (4 уч.).

## Награды
- Государственная премия РФ (2003, в авторском коллективе А. А. Бармин, А. Г. Куликовский, Г. А. Любимов, В. Ю. Ляпидевский, В. М. Тешуков, Е. А. Пушкарь, Е. И. Свешникова, А. П. Чугайнова)
- Премия им. С. А. Чаплыгина АН СССР (1967)[3]
- Премия Л. И. Седова (2002, первое присуждение)

## Научные интересы
Механика сплошных сред, магнитная гидродинамика, теория упругости.

## Научные результаты
Развил аналитические методы изучения нелинейных явлений в различных задачах механики сплошных сред, исследовал устойчивость течений, распространение волновых фронтов и разрывов (ударных волн) различной структуры в неоднородных и анизотропных средах с учётом вязкости и дисперсии, а также взаимодействие нелинейных волн и разрывов, влияние их структуры на характер решений в целом и, в частности, на существование неединственных решений.
Обнаружил и исследовал свойства разрывных решений уравнений магнитной гидродинамики — фронтов ионизации и рекомбинации в магнитном поле, предсказал появление электрического поля перед фронтом ионизации, возникновение колебательного режима расширения замагниченной плазмы и другие эффекты, обнаруженные впоследствии экспериментально.
В нелинейной теории упругости построил полную теорию квазипоперечных нелинейных волн в анизотропных упругих средах и дал решение классических задач. Обнаружил неединственность решений, имеющую место даже в случае малых амплитуд.
Исследовал разрывы в ряде других моделей механики сплошных сред.
Провел анализ поведения разрывных решений гиперболических систем нелинейных дифференциальных уравнений в частных производных и при достаточно общих предположениях получил ряд утверждений, относящихся к формированию полной системы условий на разрывах и к вопросу о единственности одномерных решений.
Ввёл понятие глобальной неустойчивости и сформулировал условия роста возмущений, не зависящие от конкретных граничных условий, для произвольных одномерных (квазиодномерных) течений или процессов.